# قاعدة الفضة

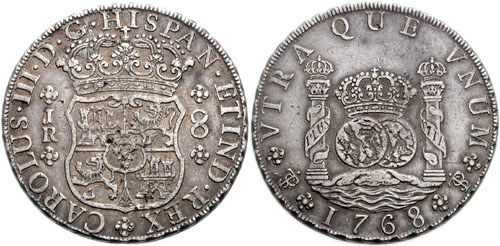

قاعدة الفضة  هي نظام نقدي تعتمد فيه قيمة وحدة الحساب على قيمة كمية محددة من الفضة. كان نظام قاعدة الفضة منتشراً في العصور الوسطى، إلا أن انتشار استكشاف الذهب في القرن التاسع عشر أدى إلى تراجع هذا النظام لصالح قاعدة الذهب، والذي لم يعد بدوره مستخدماً لصالح مبدأ النقد الإلزامي المعمول به حالياً.